# Empresa Gestora de Ativos
EMGEA (Empresa Gestora de Ativos) é uma empresa pública brasileira, vinculada ao Ministério da Fazenda. A companhia tem como atividade a gestão de ativos (bens e direitos) provenientes da União e de entidades integrantes da administração pública federal.

## História
A EMGEA foi criada por meio Decreto nº 3.848, de 26.6.2001, conforme autorização dada Medida Provisória nº 2.155/2001 (atual Medida Provisória nº 2.196-3, de 24.8.2001), que estabeleceu o Programa de Fortalecimento das Instituições Financeiras Federais - PROEF.
A primeira tarefa da EMGEA foi administrar os contratos do Sistema Financeiro da Habitação (SFH) e outros contratos habitacionais que se encontravam em poder da Caixa Econômica Federal (CEF), embora nem sempre tivessem sido negociados entre os mutuários e a própria CAIXA. Foram transferidos cerca de R$ 26,61 bilhões em contratos de financiamentos imobiliários.
Foi criada em decorrência do Programa de Fortalecimento das Instituições Financeiras Federais (PROEF), com o propósito de adquirir bens e direitos da União e das demais entidades da Administração Pública Federal. Também está entre suas atribuições administrar contratos concedidos a construtoras, a empresas públicas estaduais e municipais de construção de moradias para a população de baixa renda e a outros empreendimentos.
No processo de segregação de ativos e passivos da CAIXA, para a criação da EMGEA foram transferidos créditos representados por cerca de 1.300.000 contratos imobiliários de responsabilidade de pessoa física, jurídica e oriundos de carteiras de crédito de outros agentes financeiros. Em contrapartida, a EMGEA assumiu obrigações de responsabilidade da CAIXA junto ao Fundo de Garantia do Tempo de Serviço (FGTS) e ao Fundo de Desenvolvimento Social (FDS) e a credores do Fundo de Apoio à Produção de Habitações para a População de Baixa Renda (FAHBRE), em montante correspondente ao valor dos créditos recebidos.
Sendo uma empresa não financeira, a EMGEA não está submetida à mesma legislação que a CAIXA, e pode recalcular as dívidas de modo a torná-las compatíveis com o valor real de mercado dos imóveis, inclusive considerando o valor já pago, pode oferecer grandes descontos aos mutuários que desejem quitar antecipadamente suas dívidas e pode renegociar prazos e valores das prestações para aqueles que prefiram reestruturar seus contratos. E pode oferecer propostas atrativas aos mutuários nas audiências de conciliação promovidas pela Justiça.

## Atividades
A Emgea tem entre seus ativos carteiras de operações de crédito – crédito imobiliário, crédito comercial e crédito perante o setor público. Esses ativos foram adquiridos tendo como contrapartida pagamentos ou assunção de obrigações das entidades transmitentes, ou por aumento de capital.
Com a Lei nº 13.465/2017, o escopo de atuação da Emgea foi ampliado para prestar também serviços de cobrança administrativa de créditos sob gestão da Secretaria do Patrimônio da União (SPU).
A empresa atua no desenvolvimento e implementação de soluções financeiras para a recuperação dos créditos, buscando e priorizando soluções conciliatórias  (tanto na esfera administrativa como na judicial), para incentivar a liquidação ou a reestruturação das operações.

A Emgea realiza a contratação de empresas para suas atividades operacionais, incluindo o atendimento aos devedores.